# Noriko Senge
Noriko Senge, (in giapponese: 千家典子 Senge Noriko), nata Principessa Noriko di Takamado (in giapponese: 典子女王 Noriko Joō) (Tokyo, 22 luglio 1988), è la seconda figlia di Norihito, principe Takamado e di sua moglie Hisako.
Il 5 ottobre 2014 si è sposata con Kunimaro Senge, un cittadino comune. Di conseguenza, ha perso il suo titolo imperiale e lasciato la famiglia imperiale del Giappone, nonché la residenza nel Palazzo, come richiesto dalla legge.

## Biografia
Noriko di Takamado è nata a Tokyo il 22 luglio 1988. Il suo nome è stato scelto dal padre.
Ha studiato dell'asilo alle scuole superiori nell'istituto Gakushūin.
Nell'aprile del 2007, si è iscritta alla facoltà di lettere del dipartimento di psicologia dell'Università Gakushuin esprimendo la sua intenzione di proseguire gli studi nel campo della psicologia clinica.
Nel luglio del 2008, è diventata maggiorenne e ha cominciato a partecipare alle cerimonie ufficiali in Giappone con gli altri membri della famiglia. Ha anche accompagnato la madre ad alcuni eventi. Il 20 marzo 2011, si è laureata psicologia.

### Fidanzamento e matrimonio
Il 27 maggio 2014, ha annunciato il suo fidanzamento con Kunimaro Senge, un kannushi del santuario di Izumo. I due si sono sposati il 5 ottobre successivo nel santuario. Le vesti indossate dalla principessa Noriko durante la processione e per la cerimonia di nozze le sono state donate dalla nonna Yuriko che, a sua volta, le aveva ricevute dall'imperatrice Teimei per il fidanzamento.
Il 6 ottobre 2014, ha avuto luogo il ricevimento di nozze privato presso l'Hotel Ichihata nella città di Matsue. Erano presenti circa 280 ospiti, tra famigliari e amici. L'8 ottobre 2014, ha avuto luogo il banchetto di nozze ufficiale presso l'Hotel New Otani di Tokyo. Anche i membri della famiglia imperiale hanno partecipato al banchetto. Il governo ha deciso di concedere alla coppia un unico assegno di 106 750 000 di yen (910 000 euro circa).
Dopo il matrimonio, la principessa Noriko ha perso il suo status imperiale. Questo cambiamento viene prescritto dalla legge della casa imperiale del 1947, che richiede alle femmine della famiglia imperiale di abbandonare il loro titolo di nascita, l'adesione ufficiale alla famiglia imperiale e l'indennità da parte dello Stato con il matrimonio con un uomo comune.

## Titoli e trattamento
- 22 luglio 1988 - 5 ottobre 2014: Sua altezza imperiale la principessa Noriko of Takamado
- dal 5 ottobre 2014: Mrs. Kunimaro Senge